# C'Mon People
«C'Mon People» es un sencillo de Paul McCartney, del disco Off the Ground. La canción alcanzó el puesto 41 en la lista de sencillos del Reino Unido. McCartney grabó la canción para el programa de música del Reino Unido Top Of The Pops.
El vídeo del sencillo fue dirigido por el exmiembro de 10cc Kevin Godley y muestra a McCartney cantando la canción al piano mientras unos trabajadores desmontan el piano a gran velocidad y vuelven a montarlo alrededor de él.
La canción fue pieza clave en la gira de McCartney 1993 World Tour.  

## lista de temas

### Sencillo en vinilo 7"
- «C'Mon People»
- «I Can't Imagine»

### Sencillo en CD
- «C'Mon People»
- «I Can't Imagine»
- «Keep Coming Back to Love»
- «Down to the River»

### Sencillo
- «C'mon People»
- «Deliverance»
- «Deliverance»